# Barahna taroom
Espèce
Barahna taroom est une espèce d'araignées aranéomorphes de la famille des Desidae.

## Distribution
Cette espèce est endémique dans le Sud-Est du Queensland en Australie. Elle se rencontre dans la région de Rockhampton.

## Description
Les mâles mesurent de 3,2 à 3,8 mm et les femelles de 3,2 à 3,6 mm.

## Étymologie
Son nom d'espèce lui a été donné en référence au lieu de sa découverte, Taroom.

## Publication originale
- Davies, 2003 : Barahna, a new spider genus from eastern Australia (Araneae: Amaurobioidea). Memoirs of the Queensland Museum, vol. 49, no 1, p. 237-250 (texte intégral).